# 桂春蝶 (2代目)
2代目 桂 春蝶（かつら しゅんちょう、1941年〈昭和16年〉10月5日 - 1993年〈平成5年〉1月4日）は、大阪府大阪市出身の落語家。本名∶濱田 憲彦。出囃子は『月の巻』。

## 概要
身長175cmに対して体重41kg。と非常に細身の体にギョロっとした目の風貌がドナルドダックに似ており、酒と博打の話題や阪神タイガースの大ファンとしても知られた。
自作では『ピカソ』、『河童の皿』という演目を残している。新作落語では仁侠映画を題材にした『昭和任侠伝』も得意ネタとした。『昭和任侠伝』は、ヤクザ映画全盛期にヤクザに憧れたとぼけた男の物語で、現在は3人の弟子と実子の3代目春蝶、3代目春蝶門下の紋四郎が受け継いで演じている。2代目春蝶の作とされることの多い『昭和任侠伝』であるが、実際は桂音也の作品である。
息子は落語家の3代目桂春蝶。他に娘が一人いる。

## 来歴
大阪市浪速区日本橋に生まれる。大阪市立市岡商業高等学校に進学。同校ではレツゴー正児が先輩、桂三枝（現：6代桂文枝）は後輩で、当時から両者と付き合いがあった。高校時代はミナミ界隈で新聞配達のアルバイトをした。
高校卒業後、2年ほど大阪屋証券（現：岩井コスモ証券）に勤めるも低血圧で朝に弱く出世を諦め、森繁久彌主演の映画『世にも面白い男の一生 桂春団治』に描かれた初代桂春団治の姿（遅く起きて高座で話すだけでもてはやされて遊ぶ）に落語家は「ええ商売」と憧れる。1963年2月、3代目桂春団治に入門。1964年8月、新世界の新花月にて初舞台を踏んだ。
入門から半年後の1963年9月、高校時代から住職と面識のあった千日前の自安寺を会場に、「若手五人会」と称した桂小米（のちの2代目桂枝雀）・桂朝丸（のちの2代目桂ざこば）・3代目笑福亭仁鶴・笑福亭光鶴（のちの5代目笑福亭枝鶴）とともに「上方ばなし若手会」を開催、その後参加メンバーを加えて1965年10月まで36回を数えた。
独り立ちするとすぐにラジオでディスクジョッキーに起用されるなど、早くから落語以外のタレント業に進出し、桂ざこばは「吉本で三羽烏と言われた可朝・仁鶴・三枝よりも、もうすぐに、いちばん最初にマスコミで売れたのは、春蝶さんだと思う」と述べている。その後もOBCで、若者向け深夜放送『ヒットでヒット バチョンといこう!』の月曜パーソナリティーや、1973年 - 1992年までの約20年に渡り『桂春蝶・桜井一枝のだから土曜日』のパーソナリティーを務めた。その他にもKBS京都ラジオの『一夕二聴なつメロ大全集』、ABCラジオの『歌謡曲ぶっつけ本番』、『ポップ対歌謡曲』などに出演した。
また、競馬ファンでもあり、MBSラジオの毎日放送日曜競馬中継に、不定期ながらも長きに亘ってゲスト出演していた。ゲスト出演したある日、毎日放送の担当アナウンサーの実況があまりにも拙かったことから、『あのアナウンサー、下手でんなぁ。』と、レース直後に言い放ってしまったことがある。その後、当該アナウンサーはほどなくして競馬実況から降りることになってしまった。
1969年7月には、木津川計を世話人として、桂小米とともに「小米・春蝶二人会」を開始、1972年8月まで10回を数えた。木津川によると、この二人会を催した期間に春蝶は「谷間に落ち込んだようなスランプ」を経験したが、1971年秋に「見事立ち直」り、『昭和任侠伝』を習得したという。大阪での二人会終了翌月の1972年9月には東京でも1日実施し、これを見た矢野誠一は『週刊明星』に「最近の落語会にはない強烈な衝撃を受けた」「単なるテクニックだけを取り上げたら、この二人よりも上の若手が何人もいる。だが、これだけおかしい落語のしゃべれる若手となると残念ながら東京には見当たらない。」と評した。
1978年4月、毎日ホールでホールの20周年記念企画として「桂春蝶独演会」が開催され、その後も1987年まで毎年1回おこなわれた。
師匠の名前である「春団治」の名跡に強い愛着を持っており、生前、文團治や米團治など他の「○團治」の名跡はもう要らないと発言していた。彼自身、桂花團治の名跡襲名を持ちかけられたが謝絶している。なお花團治は弟子の桂蝶六が2015年4月に3代目として襲名している。春蝶の没後に師である3代目春団治が取材に対して、「春団治」の名跡を「生きとったら（2代目）春蝶に継がした」と答えたという証言がある。
1990年代に入ってから体調を崩し、胃の摘出手術を行った。この時期に、自身と同じく細身である酒井くにお・とおるのとおると番組の企画で健康診断を受けたこともあった。1993年元日に自宅で吐血し、緊急入院したまま、肝硬変による消化管出血のため1月4日に51歳で死去した。通夜は1月5日、告別式は6日に千里会館で行われた。
実子の3代目春蝶は、春蝶の死後に父と同じく3代目春団治に弟子入りしたので、一門の系図上では春蝶の弟弟子にあたる。親族が落語家の場合、その人物に弟子入りするのが圧倒的に多く、落語界では珍しいケースである。
妻は2022年3月3日に死去した。

## 芸風
師匠の3代目春団治は、入門当初から「なかなか気のつく、頭の切れる弟子でした」と証言している。戸田学は「マクラの面白さ」を「妙味」と評し、人物描写の「とぼけた味わい」や痩身を生かした女性描写や滑稽ばなしの演出などを特徴として挙げ、「これだけの噺家が、なぜ賞に無縁だったのか、不思議である」と述べている。
得意ネタは『昭和任侠伝』（作：桂音也）、自作の『ピカソ』、『河童の皿』など。古典落語にも力を入れ、『立ち切れ線香』、『猫の忠信』、『がまの油』、『鉄砲勇助』、『ぜんざい公社』などを得意としていた。

## 人物

### 食生活
若いころから無類の酒好きで食事をほとんど摂らず、健康診断でドクターストップの宣告を受けても人目を盗んで常に酒を飲み、そのことが死期を早めた原因といわれている。後年、横山やすしがアルコール性肝硬変で亡くなったのも同じ原因といわれており、享年も同じである。
同じ酒豪である6代目笑福亭松鶴とはよく飲みに行った。ある晩、松鶴から「なあ、春蝶。こんだけ、はしご酒したんやから、もう一軒行こか」と言われたので、春蝶は「師匠、よろしおまんな」と応じた。どこの店に連れて行ってくれるのやろと期待していたら、なんとぜんざい屋。松鶴から「こ、これから、ぜんざいのはしごしたンねん」と言われたため、「師匠、待っとくんなはれ」と返したところ、「じゃかましわい。とっととついて来さらせ!」と言い返された。松鶴の剣幕に勝てず、春蝶はぜんざい屋を2～3軒はしごし、とうとう戻してしまった。
体格の表す通り食が細く、唯一よく食べていたのがざるそばであった。

### 阪神ファン
阪神タイガースの大ファンとして知られているが、春蝶が阪神甲子園球場に来ると必ず阪神が負けるというジンクスがあった。ついには、阪神が負けた試合で春蝶を見つけたライトスタンドのファンが「負けたのはお前のせいじゃ」と暴動を起こし、春蝶に連れてこられた桂朝丸（現：2代目桂ざこば）もとばっちりを受ける羽目になった。それ以来、甲子園で応援したくても行けなくなったという悲劇がある。
SF作家・かんべむさしの代表作『決戦・日本シリーズ』（1974年）では、阪神ファンの落語家「桂俊腸」の名で登場、自分のラジオ番組で「師匠・春団地（春団治のもじり）に破門されても球場に通います。阪急なんか応援しなはんなや」と言ったため、阪急ブレーブス（現：オリックス・バファローズ）のファンに襲撃されると描写されている。
所属事務所は違えど熱狂的な阪神ファン同士という縁で、月亭八方とは麻雀仲間だった。

### 交友関係
自宅で朝丸（後のざこば）と楽しくお酒を飲みながらトランプをしていると、2人とも次第に勝負に白熱してきて、ついには取っ組み合いの喧嘩になった。結果として、翌日の新聞に「桂春蝶、不良息子の暴力で骨折」と書かれた。実際に鎖骨を骨折していた。
正児が学校の先輩でもあるレツゴー三匹とは仲がよかった。実子・3代目春蝶の襲名口上にも、レツゴー三匹は口上で参加した。

## 有名人のファン
生前ほとんど面識がなかったが、小説家の司馬遼太郎が大の落語好きかつ春蝶ファンということで、死後、直筆の書が春蝶宅に届いた。後に墓石に刻まれ、実子・春菜（現：3代目春蝶）の襲名時には、扇子のデザインにも起用されている。
松本人志が、一番好きな落語家に春蝶の名を挙げている。

## 出演

### テレビ番組
- ワイドショーWHO「男の井戸端会議」（関西テレビ放送）
- 霊感ヤマカン第六感（ABCテレビ）
- かんさい珍版・瓦版（MBSテレビ）
- 春蝶・朝丸→ざこばのおこしやす（MBSテレビ）
- 連続アクチュアルドラマ・部長刑事 第1381話「おもしろ事件(1) 阪神ファンが殺された!?」（ABCテレビ）

ほか

### ラジオ番組
- 上方演芸会（NHK）
- 春蝶の土曜リクエスト寄席（ABC）
- 歌謡曲ぶっつけ本番（ABC）[1]
- ポップ対歌謡曲（ABC）[1]
- 春蝶のお笑い名人会（ABC）
- 一夕二聴なつメロ大全集（KBS京都）[1] - ラジオ・テレビ同時放送。
- ヒットでヒット バチョンといこう!（ラジオ大阪）
- 男と女でダバダバだ!!(ラジオ大阪)
- 春蝶のだから土曜日（ラジオ大阪）[1]

ほか

### テレビドラマ
- 裸の大将 第57話「清と伊勢と異星人」（1992年、KTV / 東阪企画）

## 記録作品

### レコード
- たのんまっせ!阪神タイガース（ディスコメイトレコード、1984年発売）
- 春団治三代記（テイチクエンタテインメント）

### CD
- ビクター落語 上方篇 二代目 桂春蝶 1（日本伝統文化振興財団、2002年5月22日発売）

1988年5月27日大阪厚生年金会館中ホールNHK「第145回上方落語の会」での『はてなの茶碗』、1985年1月31日同ホール「第131回上方落語の会」での『猫の忠信』、1983年11月22日同ホール「第106回上方落語の会」での『ぜんざい公社』を収録。
- ビクター落語 上方篇 二代目 桂春蝶 2（同上）

1973年6月14日同ホール「第74回上方落語の会」での『替り目』、1977年7月22日同ホール「第94回上方落語の会」での『宇治の柴舟』、1974年11月7日同ホール「第81回上方落語の会」での『鉄砲勇助』、1973年11月7日同ホール「第76回上方落語の会」での『ピカソ』を収録。
- ビクター落語 上方篇 二代目 桂春蝶 3（同上）

1971年9月18日北御堂津村講堂「第65回上方落語の会」での『崇徳院』、1975年11月20日大阪厚生年金会館中ホール「第86回上方落語の会」での『道具屋』、1976年11月18日同ホール「第91回上方落語の会」での『河童の皿』、1969年10月22日日立ホール「上方落語の会番外」での『一文笛』（作：3代目桂米朝）を収録。
- 上方艶笑落語集二（日本コロムビア）

1984年9月5日大阪北御堂津村講堂での『堀越村のお玉牛』を収録。

### CDブック
- 栄光の上方落語 愛嬌 もっちゃり 粋（すい） これぞ大阪 上方落語（角川書店、2006年6月30日、ISBN 4-04-900781-9-C0876）

1970年の『猫の忠信』を収録。
- 落語 昭和の名人完結編 25（小学館）

1971年11月11日大淀ABCホール「1080分落語会」での『昭和任侠伝』を収録。

### 書籍
- ABCブックス 春蝶のそれゆけタイガース（エー・ビー・シー開発、1983年4月）

## 弟子
とった弟子は4人であるが、蝶太が春蝶より先に故人となったこともあり、「3人の弟子が居る」と言われることが多い。
- 桂昇蝶
- 桂蝶太（落語作家兼任）
- 桂一蝶
- 三代目桂花團治

### 廃業
- 桂遊蝶